# Helge Lund
Helge Lund (født 16. oktober 1962) er tidligere koncernchef i StatoilHydro, nu Equinor fra 15. august 2004 til 2014 og tidligere koncernchef i Aker Kværner ASA, nu Aker ASA. I 2018 blev han bestyrelsesformand for Novo Nordisk.
Lund er uddannet civiløkonom ved Norges Handelshøyskole i Bergen og har også en Master of Business Administration (MBA) fra INSEAD i Frankrig.
Han har været politisk rådgiver for Høyres stortingsgruppe og konsulent for McKinsey & Co. før han begyndte at arbejde for industriselskabet Hafslund Nycomed i 1993. I 1997 og 1998 var han viseadministrerende direktør for Nycomed Pharma AS. Lund begyndte i Aker RGI Holding ASA i 1999 hvor han var viseadministrerende direktør før han blev koncernchef i Aker Kværner i 2002.